# Patricius Schlager
Patricius Schlager OFM (* 7. Mai 1864 in Nonnenweier als Heinrich Schlager; † 17. Februar 1930 in Garnstock (Belgien)) war ein deutscher Franziskaner und Historiker.

## Leben
Heinrich Schlager studierte Geschichte und klassische Philologie. 1889 trat er vom Protestantismus zur römisch-katholischen Kirche über und wurde Mitglied der Sächsischen Franziskanerprovinz (Saxonia); er bekam den Ordensnamen Patricius. Die Priesterweihe empfing er 1895. Ab 1896 wirkte er als Lehrer am „Seraphischen Kolleg“ der Saxonia in Harreveld bei Winterswijk (Niederlande), das 1909 als Kolleg St. Ludwig nach Vlodrop verlegt wurde. Ab 1925 war er am 1924 gegründeten Kolleg der südbrasilianischen Franziskaner im Kloster Garnstock in Baelen tätig, die mit dieser Ausbildungsstätte Nachwuchs für die Mission in Brasilien gewinnen wollten.
Neben seiner Lehrtätigkeit widmete sich Patricius Schlager der Erforschung der Geschichte der Kölnischen und der Sächsischen Franziskanerprovinz und veröffentlichte zahlreiche wissenschaftliche Publikationen, mehrere Biographien in The Catholic Encyclopedia, Beiträge in geschichtswissenschaftlichen Fachzeitschriften wie den Annalen des Historischen Vereins für den Niederrhein sowie seelsorgliche Schriften.
1906 betraute Provinzial Wenceslaus Straußfeld Schlager mit der Leitung eines Kollegiums aus historisch versierten Mitgliedern der Saxonia, die die Geschichte der Ordensprovinz nach der historisch-kritischen Methode und einheitlichen Grundsätzen aufarbeiten sollte. Vorgesehen war eine dreibändige Veröffentlichung. Neben Schlager arbeiteten Leonhard Lemmens, Ferdinand Doelle, Diodor Henniges und andere mit. Patricius Schlager unternahm in dem Zusammenhang in den Sommerferien der Jahre 1910 und 1912 Forschungsreisen nach Mecklenburg, Vorpommern und in die Mark Brandenburg sowie nach West- und Ostpreußen und nach Greifswald. Es erschienen jedoch nur wenige kleinere Studien. Provinzial Beda Kleinschmidt griff 1916 das Vorhaben in geänderter Form – als Folge von Texten zur Provinzgeschichte mit dem Titel Monumenta Germaniae Franciscana – auf, die Schriftleitung sollte bei Schlager und Doelle liegen. Nach dem Ersten Weltkrieg wurden die Arbeiten an einer solchen Reihe jedoch nicht fortgesetzt.
1907 begründete Patricius Schlager die Beiträge zur Geschichte der Sächsischen Franziskanerprovinz vom Heiligen Kreuz, die bis 1913 erschienen und für die Schlager die Schriftleitung übernahm. Zusammen mit dem späteren Provinzial Beda Kleinschmidt entwickelte er das Konzept einer „Zeitschrift für Franziskanerstudien“ mit Schwerpunkt auf Erforschung und Einfluss des Franziskanertums auf das Geistesleben des Mittelalters, die die Beiträge ablöste und seit 1914 als Franziskanische Studien erscheint. Autoren dieses „führenden deutschsprachigen Publikationsorgans für franziskanische Geschichte“, so die Historikerin Gisela Fleckenstein, waren Mitglieder der deutschsprachigen Franziskanerprovinzen, der Kapuziner, Minoriten und Nicht-Ordensmitglieder. Schlager veröffentlichte darin selbst zahlreiche Aufsätze zur Ordens- und Kirchengeschichte.

## Schriften
- Beiträge zur Geschichte der kölnischen Franziskaner-Ordensprovinz im Mittelalter. Nach meist ungedruckten Quellen. Bachem Verlag, Köln 1904.
- Die deutschen Franziskaner und ihre Verdienste um die Lösung der sozialen Frage. Manz Verlag, Regensburg 1907.
- Geschichte der kölnischen Franziskaner-Ordensprovinz während des Reformationszeitalters. Manz Verlag, Regensburg 1909.
- Das Nekrologium des Hamburger Franziskanerklosters. Düsseldorf 1910.
- Mongolenfahrten der Franziskaner im dreizehnten Jahrhundert. Paulinus-Druckerei, Trier 1911.
- Mit dem seligen Odorikus von Pordenone nach Indien und China. Paulinus-Druckerei, Trier 1912.
- Briefe aus Indien : Bilder aus der Missionstätigkeit der Franziskanerinnen ; Missionärinnen Mariens. Paulinus-Druckerei, Trier 1914.
- Totenbuch der sächsischen Franziskaner-Ordensprovinz vom Heiligen Kreuze. Schwann Verlag, Düsseldorf 1915.
- Missionsandachtsbuch. Schöningh Verlag, Paderborn 1917.
- Aus Halberstadts franziskanischer Vergangenheit 1223–1923. Franziskus-Druckerei, Werl 1923.
- Der heilige Antonius von Padua in Kunst und Legende. Bernhard Kühlen Verlag, Mönchengladbach 1923.